# Larshans Per Persson
För bonadsmålaren Per i Lyshult se Per Persson 
Larshans Per Persson, född 2 juli 1820 i Björkberg, Leksands socken, Kopparbergs län, död 29 mars 1879, var en svensk slöjdare, fiolspelman och dalmålare.
Han var son till Larshans Per Olsson och Anna Andersdotter. Persson produktion består förutom tavelmålning och gratulationskort på papper av bandstolar, spinnrockar, slädar och andra bruksföremål som han prydde med en sirlig kurbitsmålning med lätt schablonerade blomsterbårder. Hans mest kända målning är en på beställning utförd målning från Häradsrättens avslutande i Leksand där han har återgivit sig själv som spelman. Han signerade sina arbeten med en hemmagjord latiniserad form av namnet Petrus Petrifilius men även siffersignaturer förekommer.  